# 大不列颠共产党（马列）
大不列颠共产党（马列）（英語：Communist Party of Great Britain (Marxist–Leninist)，缩写为CPGB-ML）是英国的一个共产主义政党。该党成立于2004年，分裂自社会主义工党。该党的创始人是原大学法律讲师、作家兼商人哈帕·布拉尔。

## 著名成员
目前的名誉主席是戴维·柯鲁克的妻子伊莎白·柯鲁克，她在2015年庆祝了她的100岁生日。两人都是共产主义者，他们在西班牙内战期间在西班牙，后来为毛泽东和中国共产党人工作。
英国共产主义者杰克·夏皮罗是经验丰富的反修正主义者和终身的共产主义者，他直到去世都是大不列颠共产党（马列）党员。